# Astrid Österling
Ebba Astrid Victoria Österling, född 3 juli 1898 i Malmö, död 25 september 1972 i Göteborg, var en svensk tecknare, målare, batikkonstnär och författare.
Hon var dotter till köpmannen Carl Österling och Emilia Malmberg. Österling studerade vid Tekniska skolan 1922–1923 och vid Kunstgewerbeschule Reinmann i Berlin 1923–1924. Som författare skrev- och illustrerade hon bland annat Prinsessans krona 1941, Ulla-Bett och prinsessfilten 1943, och hon utförde dessutom illustrationer till ett flertal andra författares barnböcker i bokserien Den underbara sagovärlden. Förutom teckningar och målningar består hennes konst av figurmotiv i batik. Österling är begravd på Sankt Pauli mellersta kyrkogård i Malmö.